# Toxorhynchites grjebinei
Toxorhynchites grjebinei är en tvåvingeart som beskrevs av Ribeiro 2005. Toxorhynchites grjebinei ingår i släktet Toxorhynchites och familjen stickmyggor.
Artens utbredningsområde är Madagaskar. Inga underarter finns listade i Catalogue of Life.